# Fährverbindung Banjul–Barra

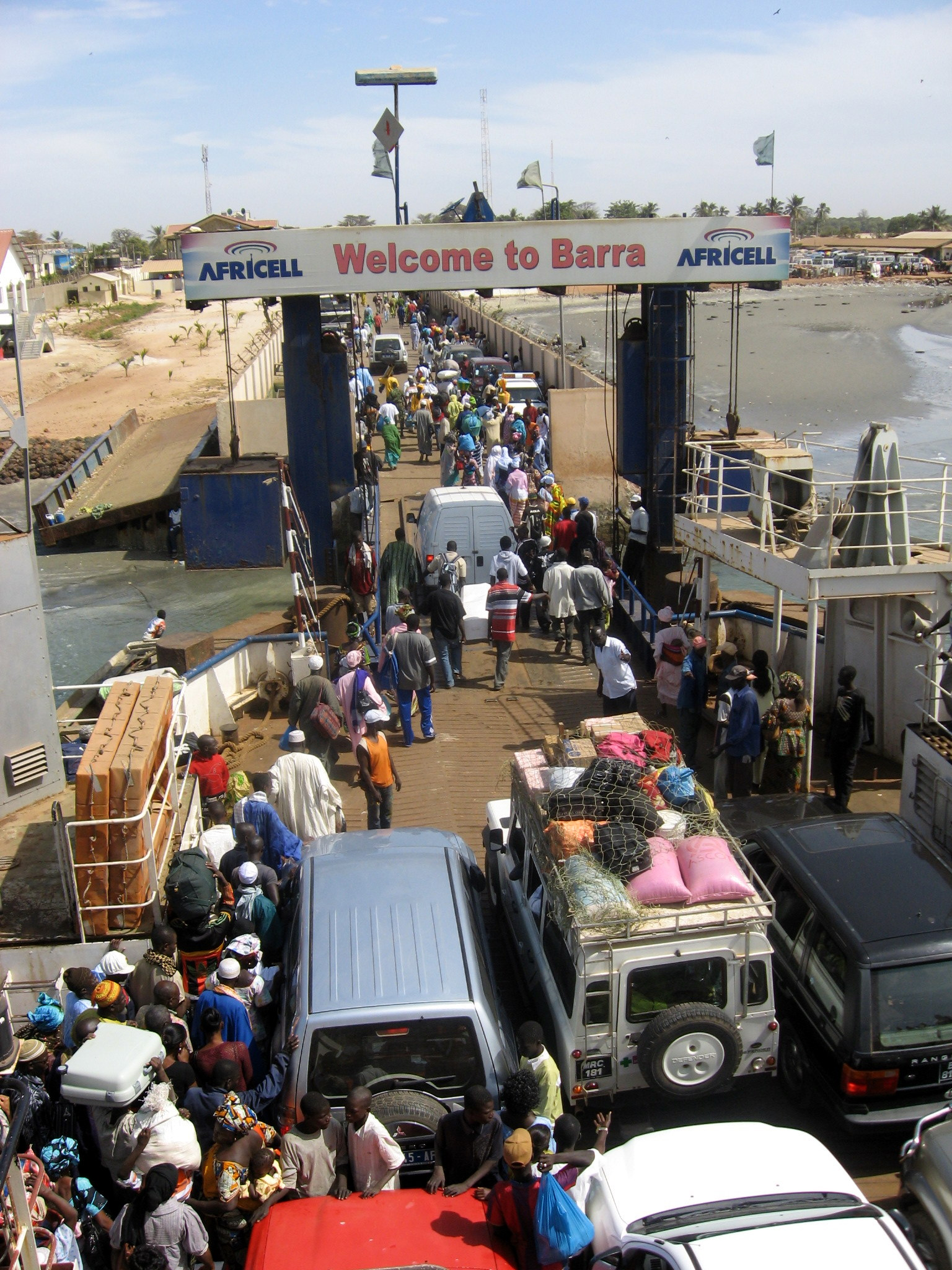
Eine der Fähren bei der Ankunft in Barra

Die Fährverbindung Banjul–Barra ist noch vor der Fährverbindung Bamba Tenda–Yeli Tenda die wichtigste Fährverbindung im westafrikanischen Staat Gambia. Eingesetzt werden kombinierte Auto- und Personenfähren.

## Lage
| Terminal Banjul | 13° 26′ 47,5″ N, 16° 34′ 20,5″ W |
| Terminal Barra  | 13° 29′ 1,3″ N, 16° 32′ 49,5″ W  |

Die Verbindung befindet sich zwischen der gambischen Hauptstadt Banjul (auf der St. Mary’s Island) und Barra am nördlichen Ufer der Gambia-Mündung zum Atlantischen Ozean im Distrikt Lower Niumi. Die Fähren überwinden eine Distanz von 4,9 Kilometer Luftlinie (oder 2,65 Seemeilen).
Dieser Verkehrsweg ist Teil des Dakar-Lagos-Highway, das zu den Trans-African Highways gehört. Von Barra führt der Weg weiter nach Essau, wo von dort die North Bank Road abgeht oder in nördlicher Richtung über Fass zum Grenzort Amdalai. Dort geht es weiter auf der senegalesischen N 5 weiter nach Norden bis nach Kaolack. Bis nach Dakar geht es dann auf der N 1. Nach Süden führt der Verkehrsweg durch Banjul über die Denton Bridge über die Kanifing Municipal nach Brikama. Auf der South Bank Road, westlich von Brikama bei Madina Ba, zweigt eine Straße ab und führt über Bassori und Jiboro zur senegalesischen Grenze. Auf der senegalesischen N 5 führt der Weg nach Süden weiter nach Bignona.

## Der Betrieb
Der Fährbetrieb wird seit 2001 von der Gambia Ports Authority (GPA) unterhalten, zuvor war der Betreiber die Gambia Public Transport Corporation (GPTC). Die GPA erhielt das Mandat, alle notwendigen See- und Hafeneinrichtungen, Umschlaggeräte und Lagerräume zu verwalten und bereitzustellen sowie die regelmäßige Wartung des Komplexes zu regeln, zu verbessern und durchzuführen. Die einfache Überfahrt, die rund 35 Minuten dauert, kostet 5 Dalasi (D) und für PKWs 150 D (Stand 2010). Die Betrieb der Fähren läuft von 7:00 bis 21:00. 2010 bestand die aktuelle Flotte aus drei Fähren (Niumi, Barra und Johé).

## Geschichte
Die Fährrampen wurden 1977 von einem deutschen Unternehmen gebaut.
Am 24. Juli 2006 wurde der neue Terminal in Banjul, deren Kosten zur Erstellung 10 Millionen D betragen hatten, eingeweiht. 2007 wurden die Fährrampen saniert.
Die Flotte wurde Mitte 2011 um zwei weitere, aber gebrauchte Fähren ergänzt (Kanilai und Aljamdu). Zuvor wurde 2010 der schlechte Wartungszustand und Pflege der Fähren Johé und Kanilai kritisiert. Bis die beiden Fähren Kansala und Aljamdu ihren Betrieb Mitte 2011 aufnahmen, dauerte die Wartezeit für Fahrzeuge bis zu vier Stunden.
Im Dezember 2019 lagen diese beiden Schiffe jedoch fahrunfähig im Hafen von Banjul: Kansala war am Strand auf Grund gesetzt und Aljamdu lag halb gesunken im Hafenbecken. Der Fährbetrieb wurde mit der neuen Kunta Kinteh sowie den beiden älteren Schiffen Johé und Kanilai durchgeführt.
Die Fährdienste sollten ab August 2020 für mindestens einen Monat den Betrieb einstellen,[veraltet] um den Bau der beiden neuen Fährrampen zu ermöglichen. Deren Bau der Fähranleger wird rund 700.000 Euro kosten und die GPA wird während der einmonatigen Pause voraussichtlich über 15 Millionen Dalasi Einnahmen verlieren. Die vorgefertigten Rampen wurden in den Niederlanden gefertigt und sind seit Frühjahr in Gambia. Die Arbeiten wurden um mehrere Wochen durch die COVID-19-Pandemie verzögert, da die vertraglich beauftragten Arbeiter aus den Niederlanden nicht ins Land einreisen konnten und Anfang August vorerst ganz ausgesetzt. Die Hafenbehörde hat zusätzlich eine senegalesische Baggerfirma, die Nouvelle Société des Mines et Travaux Publics (NSMTP), mit dem Ausbaggern des Fähranlegeplatzes vor Barra beauftragt. Der Bereich soll dabei fünf Meter tief ausbaggert werden und sie sollen dabei 20.000 Tonnen Sand entfernen. Der GPA werde das etwa 140.000 Euro kosten.

## Einzelne Fähren

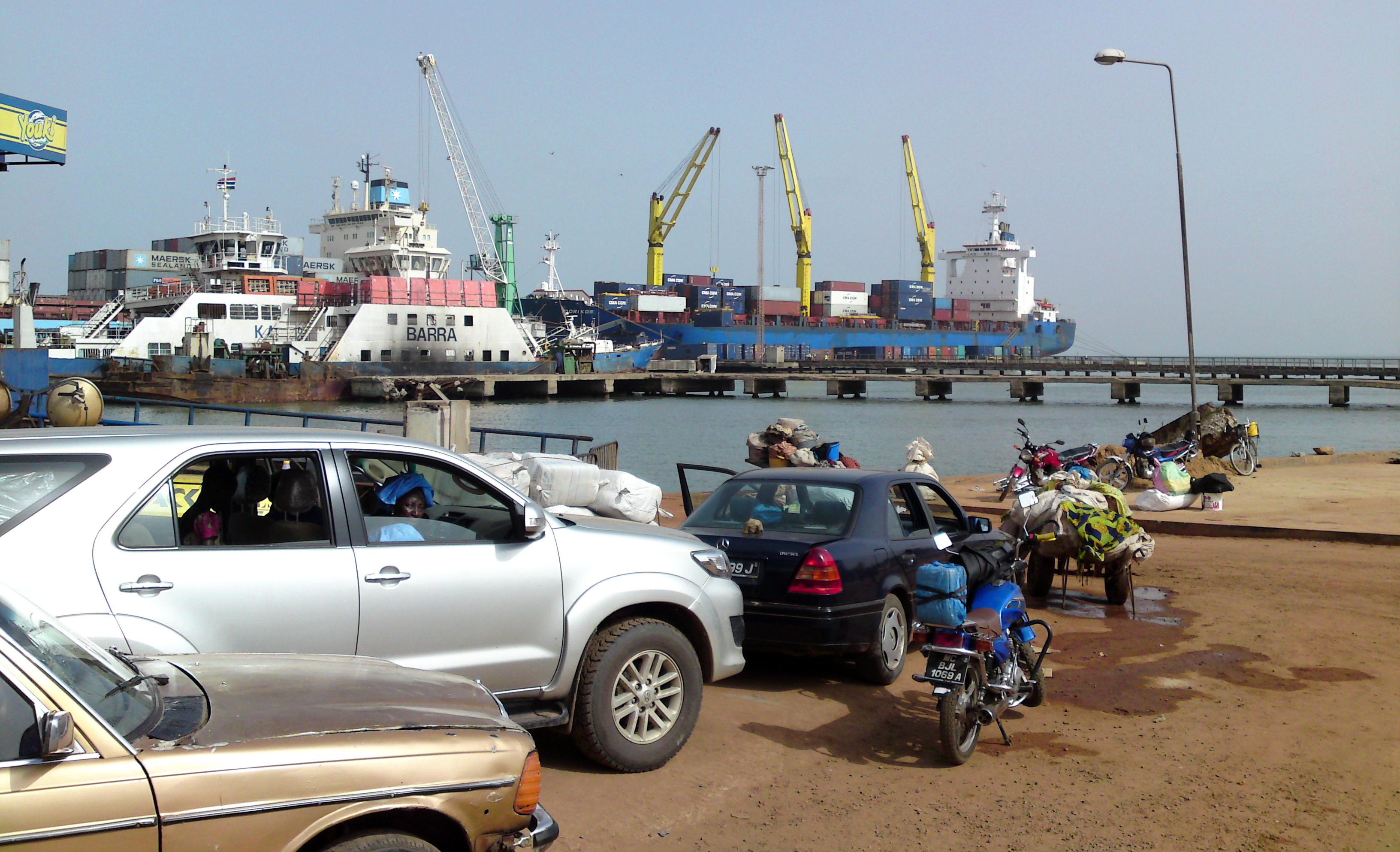
Die Fähre Barra, dahinter die Fähre Kanilai (2014)

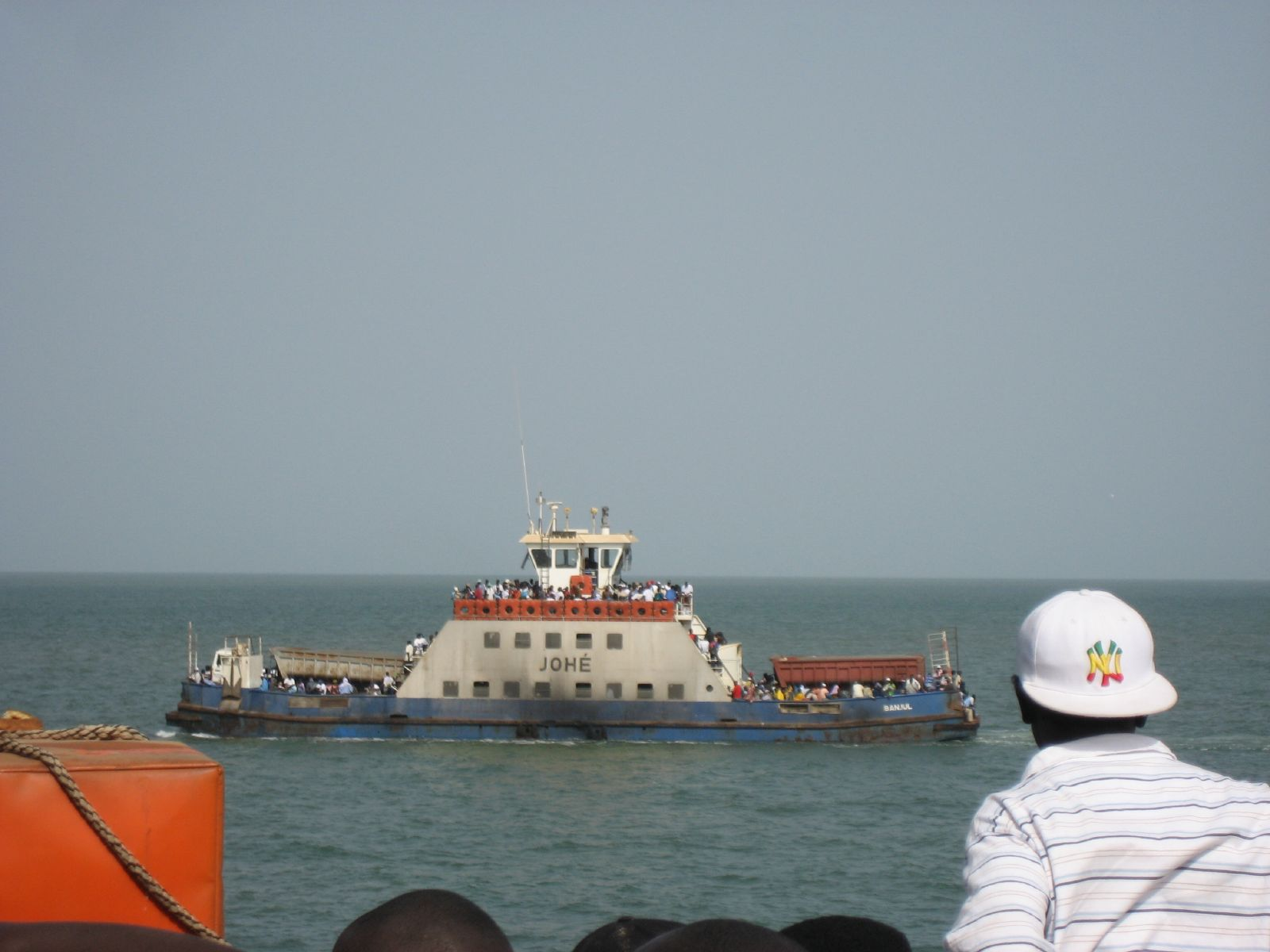
Die Fähre Johé (2007)

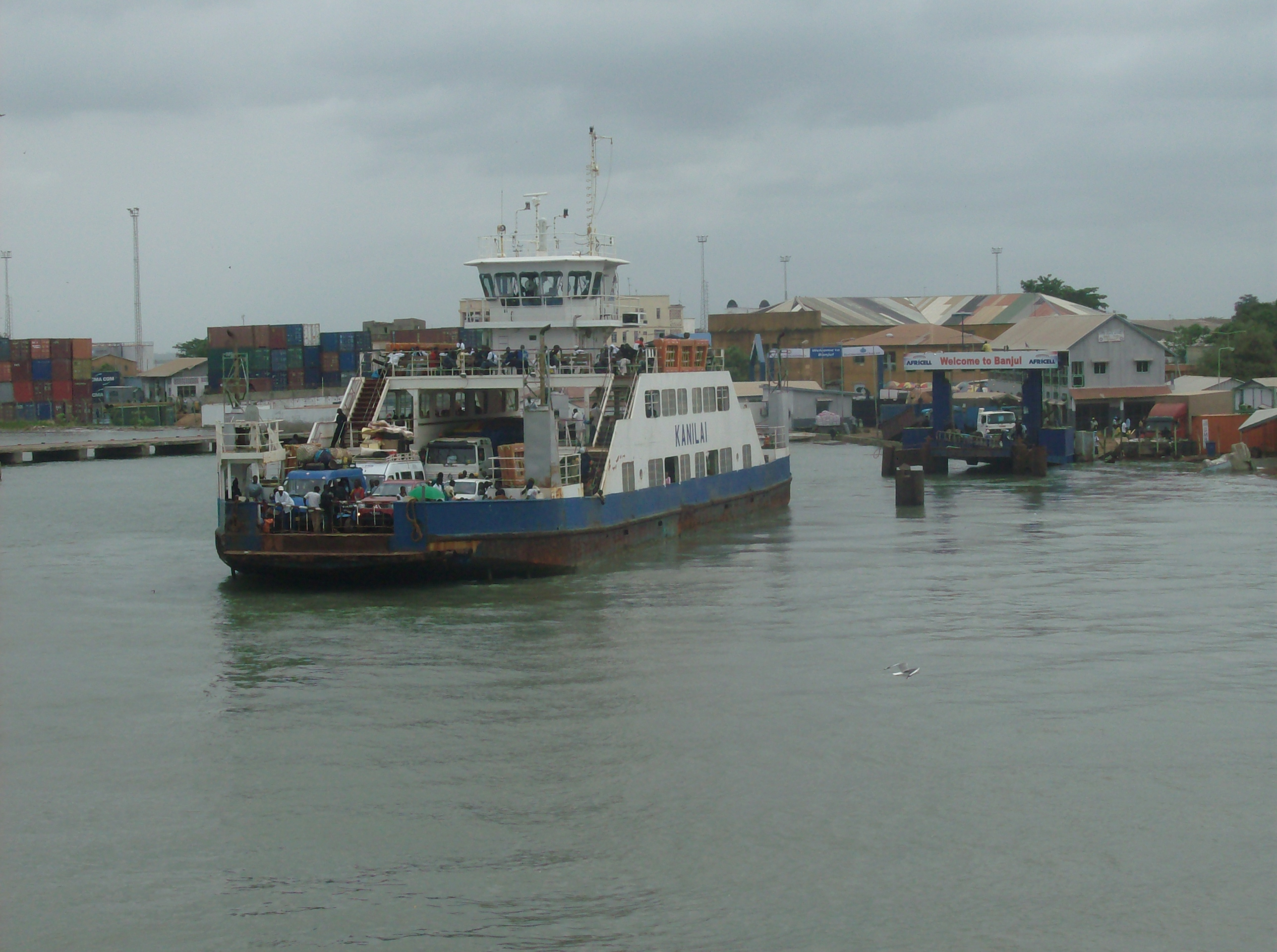
Die Fähre Kanilai (2009)

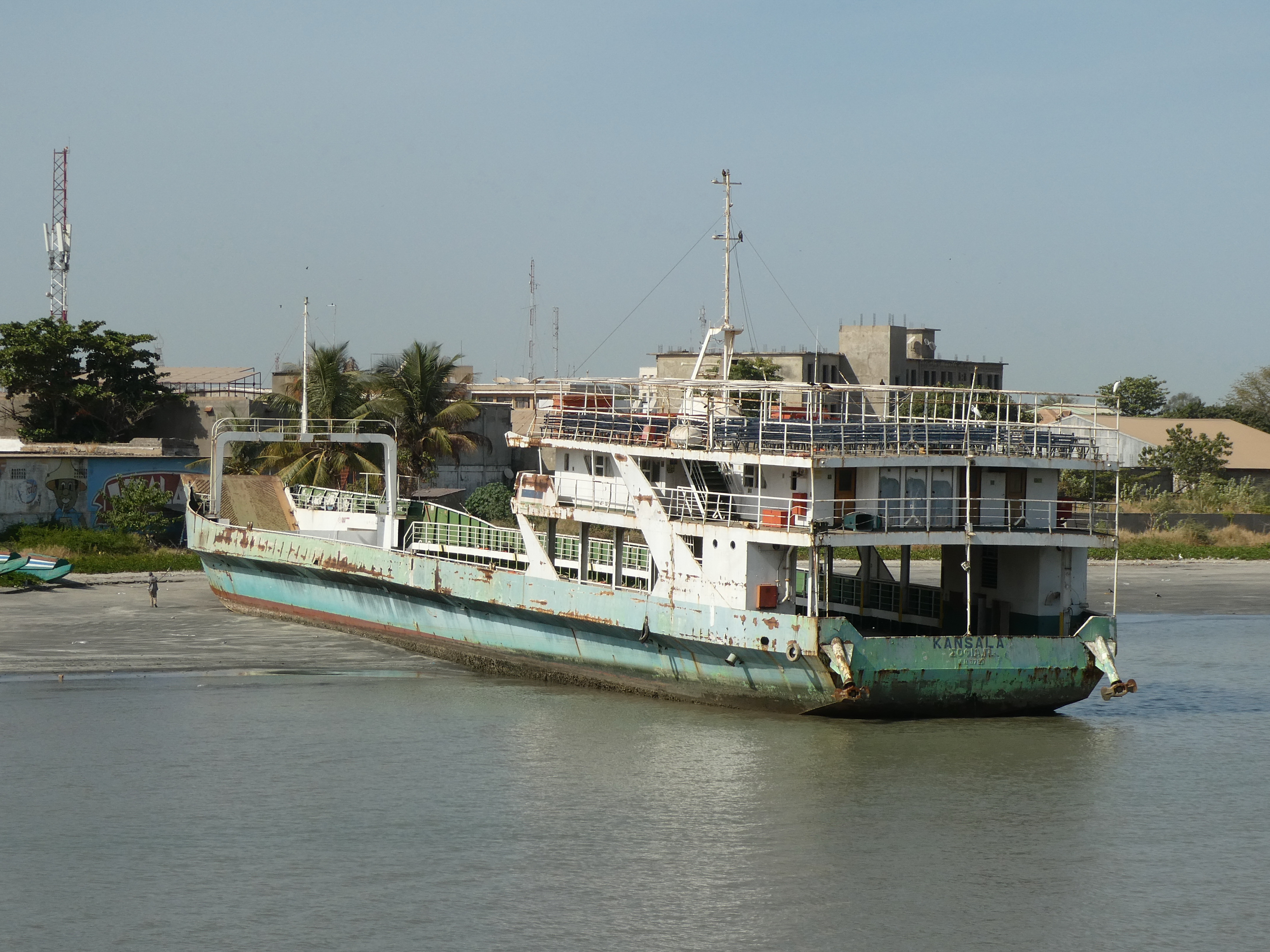
Fähre Kansala auf Grund gesetzt am Strand neben dem Fährterminal von Banjul (2019)

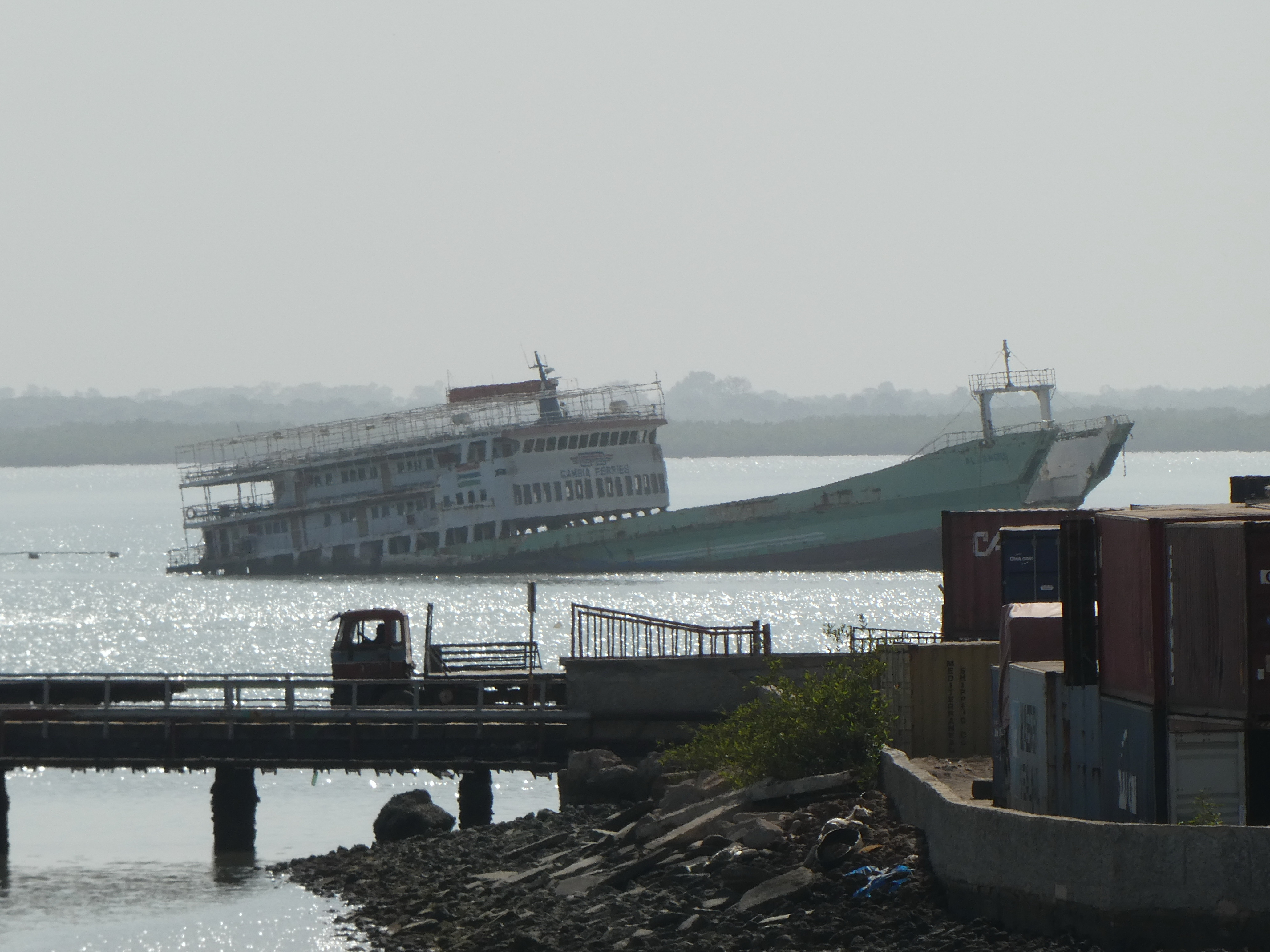
Fähre Aljamdu halb gesunken im Hafenbecken von Banjul (2019)

Eine unvollständige, chronologisch sortierte, Liste der einzelnen Fährschiffe auf dieser Verbindung:

### FähreBanjul
Die Fähre Banjul wurde 1977 von der deutschen Germersheimer Schiffswerft gebaut. Sie wurde im Februar 1978 nach Gambia überführt und in Dienst gestellt. Die Überfahrt mit dieser Fähre von Banjul nach Barra dauerte rund 30 Minuten.
Das Schiff war 35 m lang (LüA) und 10,35 m breit bei einer Seitenhöhe von 2,95 m. Die Banjul hatte eine Verdrängung 318 t. Der Tiefgang der beladenen Fähre  betrug 2 m. Die Fähre war für sechs PKWs, einen LKW und 240 Passagiere ausgelegt. Die Konstruktion der Fähre bestand aus zwei seitlichen Deckhäusern auf jeder Seite des Rumpfes, die über eine Brücke mit dem Führerstand verbunden waren. In den beiden Maschinenräumen war jeweils ein Kelvin-Dieselmotor, die zusammen 345 PS erzeugten. Angetrieben wurde das Schiff von zwei Schottel-Ruderpropeller, die am Bug und Heck montiert waren.
Das Schiff war 1983 als Motiv auf Briefmarken abgebildet.
1986 hatte die japanische Regierung Unterstützung im Betrieb der Fähre gegeben. Die Banjul wurde 2001 außer Dienst gestellt, nachdem es als nicht mehr seetüchtig eingestuft worden ist.

### FähreNiumi
Die Fähre Niumi, das Schwesterschiff der Fähre Banjul und wurde im Juni 1979 in Dienst gestellt.
1986 hatte die japanische Regierung Unterstützung im Betrieb der Fähre gegeben. Die Niumi wurde im Jahr 2001 außer Dienst gestellt, nachdem es als nicht mehr seetüchtig eingestuft worden ist.

### FähreBarra
Die Fähre Barra ist ein Schwesterschiff der Fähre Johé. Die Fähre mit der Werksnummer 6787 wurde von der Damen Shipyards in Gorinchem, Niederlande gebaut und im April 1998 an die GPTC übergeben. Das Schiff ist vom Typ „Damen Ferry 4010“ und hat die Abmessungen 40,00 × 10,35 × 2,75 m (Länge, Weite und Seitenhöhe). Bei einem Tiefgang von 1,70 m ist die Tragfähigkeit mit 210 t angegeben. Als Ladung können 130 t für Fahrzeuge und 600 Passagiere aufgenommen werden, dazu befinden sich im Deckshaus 132 Sitzgelegenheiten. Für den Antrieb sorgen vier Dieselmotoren von Caterpillar Typ 3406B Dl-T / B, die jeweils 193 kW bei 1800 Umdrehungen pro Minute leisten. Bei einer Probefahrt wurde eine Geschwindigkeit von neun Knoten erreicht.
Nachdem die Fähren Banjul und Niumi im Jahr 2001 außer Dienst gestellt wurden, war die Barra vorerst das einzige Fährschiff.

### FähreJohé
Die Fähre Johé (auch in der Schreibweise JOHÉ und Joheé) wurde am 7. Juni 2002 in Dienst gestellt, der Name nimmt Bezug auf James Island. Die Fähre wurde von der Damen Shipyards Group gebaut, der Auftrag hatte ein Wert von 45,5 Millionen Dalasi (6,5 Millionen Gulden). Sie ist 40 m lang und 10,35 m breit. Sie ist für zwei 35-t-Lastkraftwagen und 18 PKWs, sowie 600 Passagiere ausgelegt (Nach anderer Quelle für 400 Passagiere und 25 Fahrzeuge).
Die Überfahrt mit dieser Fähre von Banjul nach Barra dauerte rund 35 Minuten.

### FähreKanilai
Fähre Kanilai wurde am 25. Juli 2005 vom Präsidenten Jammeh in Dienst gestellt. Die in der Ukraine gebaute Fähre, deren Bau von der Werft Kiev Shipbuilding and Repair Yard of Ukraine zwei Millionen US$ kostete, ist 50 m lang, 12,5 m breit und hat einen Tiefgang von 1,7 m. Die maximale Geschwindigkeit beträgt 9 Knoten. Sie kann maximal 250 Tonnen Fracht sowie 1200 Personen befördern. Die maximale Zahl der Passagiere wurde aber auf 600 begrenzt. Angetrieben wird die Fähre von vier Maschinen.

### FähreAljamdu
Die Fähre Aljamdu wurde 2011 in Dienst gestellt. Die Fähre wird mit dem Schwesterschiff Kansala im Joint Venture mit der griechischen Gallia Holdings Ltd. (55 % Anteilnahme) betrieben. Die beiden Schiffe, deren Investition zusammen von 6,345 Millionen Euro betrugen, sind deutlich größer als die bisher betriebenen und senken die Zeit zum Überqueren des Flusses von rund eine Stunde auf 15 Minuten.
Die Aljamdu kann 78 Fahrzeuge und 1500 Passagiere befördern.

### FähreKansala
Die Fähre Kansala ist das Schwesterschiff der Aljamdu und wurde auch 2011 in Dienst gestellt. Die Kansala kann 90 Fahrzeuge und 1080 Passagiere befördern.

### FähreKunta Kinteh
Die Fähre Kunta Kinteh wurde am 21. Juni 2017 in Dienst gestellt. Die Fähre im Wert von 9,3 Millionen Euro, inklusive eines 5-Jahres-Wartungsvertrages, wurde von der niederländischen Damen Shipyards gebaut. Sie ist für 718 Passagiere ausgelegt, kann aber bis zu 2000 Passagiere befördern, wenn keine Fahrzeuge geladen sind. Sonst können noch 27 PKWs und 4 LKWs geladen werden.